# Andreas Pretzel
Andreas Pretzel (* 1961) ist ein deutscher Kulturhistoriker.

## Werdegang

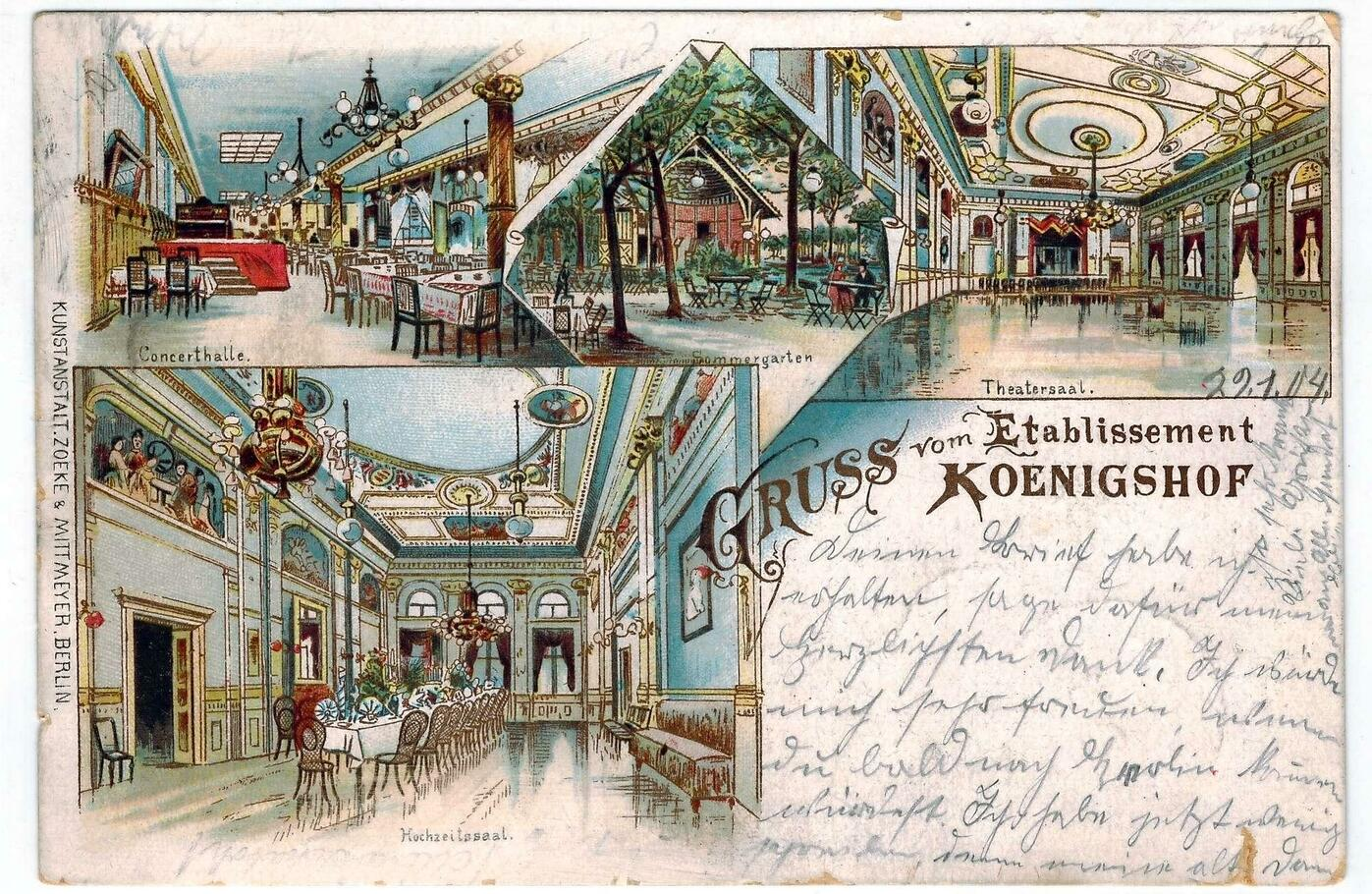
Bülowstraße 37 in Berlin-Schöneberg: Innenansichten vom Königshof, dem späteren Nationalhof;
vielfarbig lithografierte Ansichtskarte, Kunstanstalt Zoeke & Mittmeyer, um 1898, Sammlung Andreas Pretzel

Pretzel studierte Kulturwissenschaft und Germanistik an der Humboldt-Universität zu Berlin. Er ist dort seit 1992 wissenschaftlicher Mitarbeiter an der Forschungsstelle Archiv für Sexualwissenschaft. Außerdem ist er auch als Dozent an der Akademie Waldschlösschen tätig. Pretzel sprach unter anderem 2014 bei der Fachkonferenz „Gedenken neu gedacht“ in Wien.
Pretzel ist Mitherausgeber der Schriftenreihe Berliner Schriften zur Sexualwissenschaft und Sexualpolitik.

## Veröffentlichungen
- mit Ursula Ferdinand, Andreas Seeck: Verqueere Wissenschaft? Zum Verhältnis von Sexualwissenschaft und Sexualreformbewegung in Geschichte und Gegenwart (= Geschlecht – Sexualität – Gesellschaft. Berliner Schriften zur Sexualwissenschaft und Sexualpolitik. 1). LIT, Münster 1998.
- mit Gabriele Roßbach: Wegen der zu erwartenden hohen Strafe…. Homosexuellenverfolgung in Berlin 1933–1945. Rosa Winkel, Berlin 2000.
- Berlin – „Vorposten im Kampf für die Gleichberechtigung der Homoeroten“. Die Geschichte der Gesellschaft für Reform des Sexualrechts e. V. 1948–1960 (= Hefte des Schwulen Museums. 3). Rosa Winkel, Berlin 2001.
- NS-Opfer unter Vorbehalt. Homosexuelle Männer in Berlin nach 1945. LIT, Münster 2002, ISBN 3-8258-6390-5.
- mit Volker Weiß: Queering. Lesarten, Positionen, Reflexionen zur Queer-Theorie. Dokumentation einer Fachtagung vom 7.–9. Dezember 2007. Waldschlösschen, Göttingen 2008.
- Homosexuellenpolitik in der frühen Bundesrepublik (= Queer Lectures. 8). Männerschwarm, Hamburg 2010.
- Vom Dorian Gray zum Eldorado. Historische Orte und schillernde Persönlichkeiten im Schöneberger Regenbogenkiez (= Maneo-Kiezgeschichte. 1). Selbstverlag, Berlin 2012.
- mit Jens Dobler, Christiane Leidinger: Persönlichkeiten in Berlin 1825–2006. Erinnerungen an Lesben, Schwule, Bisexuelle, trans- und intergeschlechtliche Menschen. Hrsg.: Senatsverwaltung für Arbeit, Integration und Frauen, Landesstelle für Gleichbehandlung – gegen Diskriminierung. LADS, Berlin 2015.
- mit Volker Weiß (Hrsg.): Politiken in Bewegung, die Emanzipation Homosexueller im 20. Jahrhundert (= Geschichte der Homosexuellen in Deutschland nach 1945. Band 5/Edition Waldschlösschen. Band 15). Männerschwarm, Hamburg 2017, ISBN 978-3-86300-203-9.